# امامزاده محمد باقر اسفیدان
امامزاده محمد باقر اسفیدان مربوط به دوره صفوی - دوره قاجار است و در شهرستان بجنورد، روستای اسفیدان واقع شده و این اثر در تاریخ ۸ مرداد ۱۳۸۱ با شمارهٔ ثبت ۵۹۴۲ به‌عنوان یکی از آثار ملی ایران به ثبت رسیده است.